# 漢考克 (密歇根州)
漢考克（英語：Hancock）是一個位於美國密歇根州霍頓縣的城市。

## 人口
根據2020年美國人口普查的數據，漢考克的面積為7.20平方千米，當中陸地面積為7.20平方千米，而水域面積為0.00平方千米。當地共有人口4501人，而人口密度為每平方千米625人。

## 教育
芬蘭迪亞大學是一所位於漢考克的私立大學。